# Meander w Leśnej Baszcie
Meander w Leśnej Baszcie – schronisko na Wyżynie Olkuskiej będącej częścią Wyżyny Krakowsko-Częstochowskiej. Znajduje się w skale Leśna Baszta w dolnej części Dolinie Kluczwody, pod względem administracyjnym w województwie małopolskim, w powiecie krakowskim, w gminie Wielka Wieś.

## Opis obiektu
Otwór schroniska znajduje się na pionowej, północnej (dokładniej NNW) ścianie Leśnej Baszty na wysokości około 10 m nad ziemią. Można się do niego dostać trudną wspinaczką, albo poprzez 20 metrowy zjazd na linie ze szczytu skały. Za otworem na długości 5 m biegnie prosty korytarzyk o szerokości kilkudziesięciu cm. W jego dnie jest wcięta rynna denna o szerokości od kilkunastu do 30 cm. Na tym odcinku korytarz biegnie równolegle do czoła ściany. Po 5 m zakręca na wschód i stopniowo obniża się, w najszerszym miejscu osiągając szerokość 1 m. Uchodzi północno-wschodnim, zbyt ciasnym dla człowieka otworem. Schronisko jest typowym przykładem meandru powstałego w strefie wadycznej. Na większej części swojej długości z powodu rynny dennej ma poprzeczny przekrój w kształcie dziurki od klucza. Strop korytarza znajduje się mniej więcej na stałej wysokości, natomiast pogłębia się rynna denna, przy otworze południowym osiągając głębokość do 3 m.
Schronisko jest pochodzenia krasowego. Powstało w wapieniach z jury późnej. Brak w nim nacieków, namuliska przeważnie także brak, miejscami tylko występuje drobny rumosz wapienny. Schronisko jest suche, w dużej części widne i całkowicie uzależnione od czynników środowiska zewnętrznego. Przy otworze rosną glony, wewnątrz schroniska obserwowano wypluwki sowy, pióra, pająki, muchówki i motyla szczerbówkę ksieni.

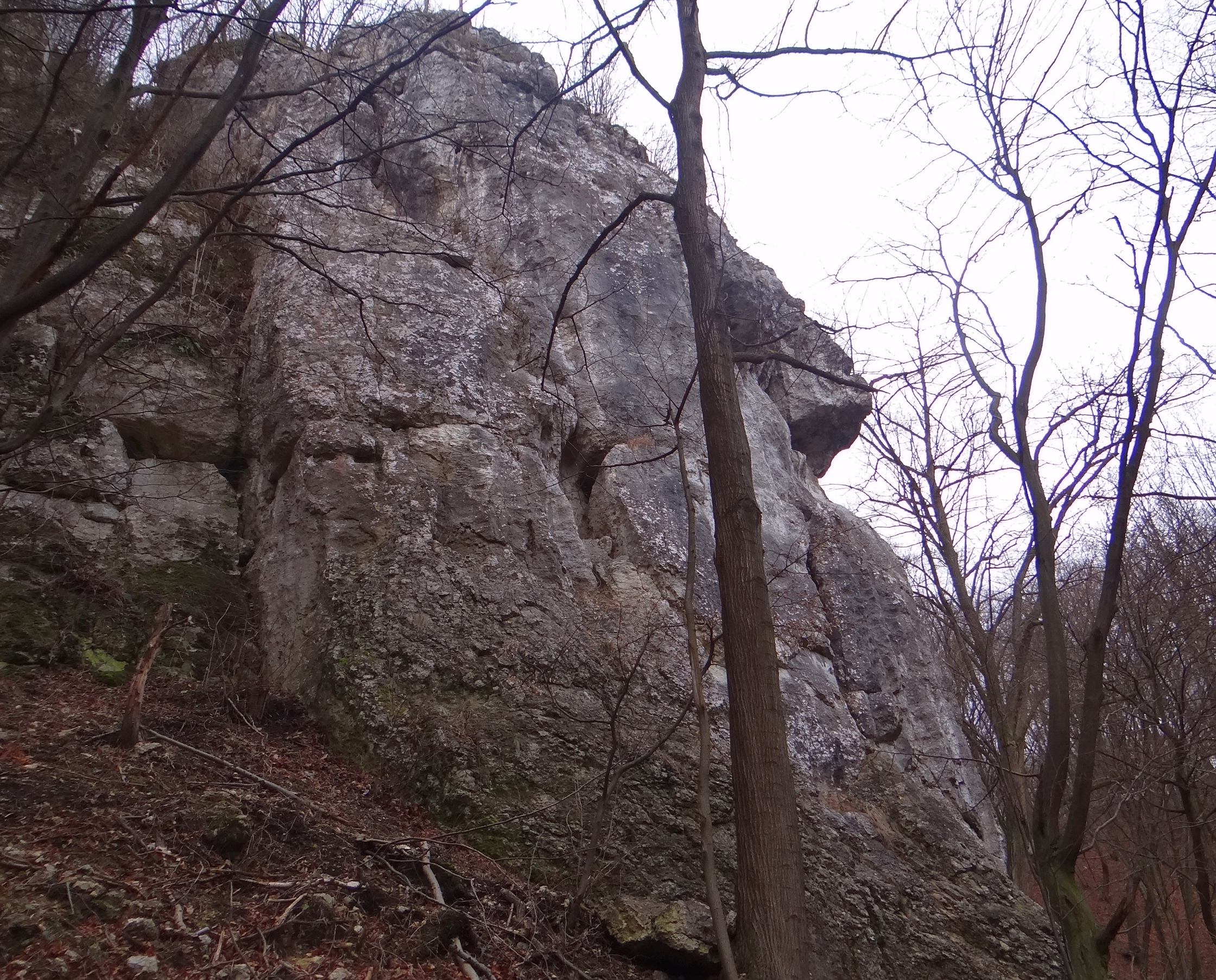
Północno-zachodnia ściana z otworem
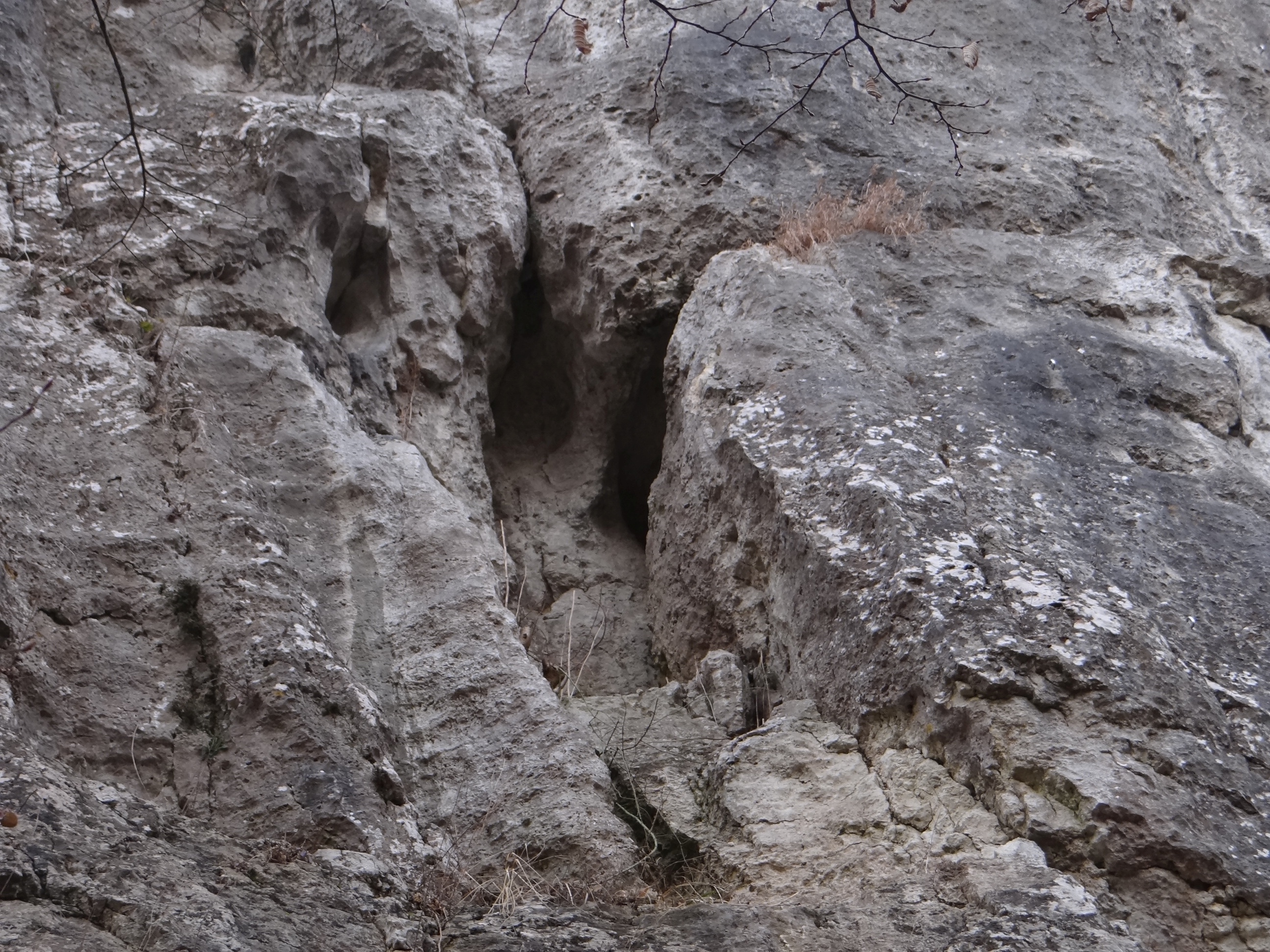
Otwór

W Leśnej Baszcie są jeszcze dwa inne schroniska: Nyża w Leśnej Baszcie i Schronisko przed Leśną Basztą.